# 上海好味道
《上海好味道》（英語：Shanghai Delicacies）是香港亞洲電視製作的旅遊飲食節目。由黃麗梅和趙碩之主持，並由羅霖擔任嘉賓主持。每集大約30分鐘（連廣告），由2010年12月16日起，至2011年1月16日止，逢星期日晚上8點於本港台首播，節目內容主要是於中國上海介紹飲食及旅遊景點。
節目是繼《台灣好味道》一、二、三輯及杭州好味道後，第五輯2011 aTV節目巡禮中的「好味道系列」。
另外，此節目為著名飲食節目主持黃麗梅重返亞洲電視之首作，希望補救收視持續下跌之情況。
因第33屆十大中文金曲頒獎音樂會播映，2011年1月9日改於22:30播映。

## 內容
主持人於節目內會到上海，除介紹飲食外，亦會介紹一些當地旅遊名勝。
- 第一集：飛機主題餐廳、大閘蟹宴
- 第二集：潮州菜、臨江餐廳、特色地道小食
- 第三集：媽媽家常菜、FUSION菜、魚麵
- 第四集：名貴火鍋、健康菜式、上海外灘

## 收視
以下為該節目於亞洲電視本港台首播之收視紀錄：
| 集數 | 日期           | 平均收視 | 最高收視 | 百分比 |
| ---- | -------------- | -------- | -------- | ------ |
| 1    | 2010年12月26日 | 3點      |          | 13%    |
| 2    | 2011年1月2日   | 4點      |          | 16%    |
| 3    | 2011年1月9日   | 5點      | 7點      | 21%    |
| 4    | 2011年1月16日  | 3點      |          | 13%    |

資料來源：CSM媒介研究(一個收視點代表63,600名觀眾)

## 電視節目變遷
| 香港 亞洲電視 本港台 星期日20:00-20:30節目 | 香港 亞洲電視 本港台 星期日20:00-20:30節目   | 香港 亞洲電視 本港台 星期日20:00-20:30節目 |
| ------------------------------------------ | -------------------------------------------- | ------------------------------------------ |
|                                            | 上海好味道 （2010年12月26日－2011年1月16日） |                                            |
| 杭州好味道 （2010年11月14日－12月19日）    | 賀年兔餐好味道 （2011年1月23日－）           |                                            |

## 外部連結
- 亞洲電視官方網站 - 上海好味道